# Cápsula de Bowman
A cápsula de Bowman, também chamada cápsula glomerular, é a extremidade dilatada em forma de taça de um néfron. Essa cápsula envolve uma rede de vasos capilares chamada glomérulo.
A cápsula de Bowman é formada por dois folhetos, um visceral ou interno, que está colado às alças capilares, e outro parietal ou externo, formando os limites do Corpúsculo de Malpighi. Entre esses dois folhetos existe o espaço capsular ou espaço de Bowman.
O corpúsculo de Malpighi possui um pólo vascular por onde penetra a arteríola aferente e sai a arteríola eferente; além de um pólo urinário, de onde nasce o túbulo contorcido proximal.
O folheto interno é formado por um epitélio simples pavimentoso, apoiado em uma lâmina basal muito tênue. O folheto interno tem suas células modificadas durante o desenvolvimento embrionário renal, originando os podócitos.
Essas células são formadas por um corpo celular de onde se originam vários prolongamentos chamados prolongamentos primários, que por suas vez se dividem formando os prolongamentos secundários. Essas células estão aderidas aos copilares glomerulares.
Os prolongamentos secundários entrelaçam entre si de forma a deixar um pequeno espaço entre eles chamado fenda de filtração. Recobrindo a fenda de filtração existe uma fina membrana de 6 nm de espessura denominada diafragma podocitário.
A principal função dos podócitos é restringir a passagem de proteínas do sangue para  a urina. Algumas doenças que afetam os podócitos, como por exemplo, a glomerulonefrite por lesões mínimas, a glomeruloesclerose segmentar e focal familial, etc; são caracterizadas por proteinúria intensa, justamente pela lesão da barreira podocitárias às proteínas.
Essa estrutura, juntamente com o Glomérulo, é responsável pela primeira fase na filtração do sangue dentro do rim. Os capilares enovelados do Glomérulo, por onde o sangue circula em alta pressão, deixam parte deste extravasar para a cápsula renal. O líquido extravasado composto por aminoácidos, glicose, íons, uréia, creatinina, ácido úrico e água é denominado filtrado glomerular.

## Imagens adicionais

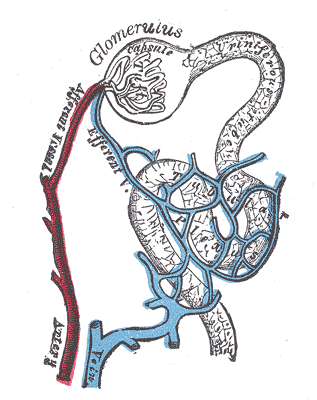
Distribuição dos vasos sanguíneos no córtex renal.
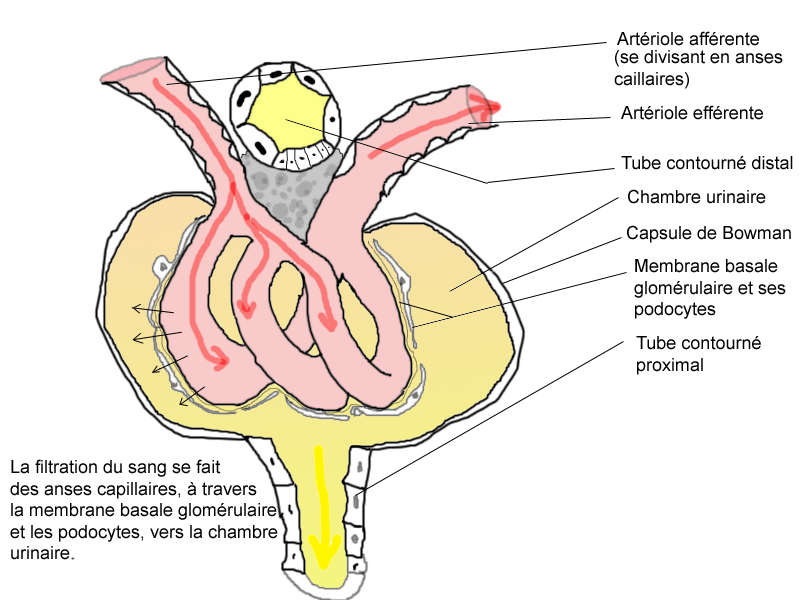
Glomérulo.